# Brik

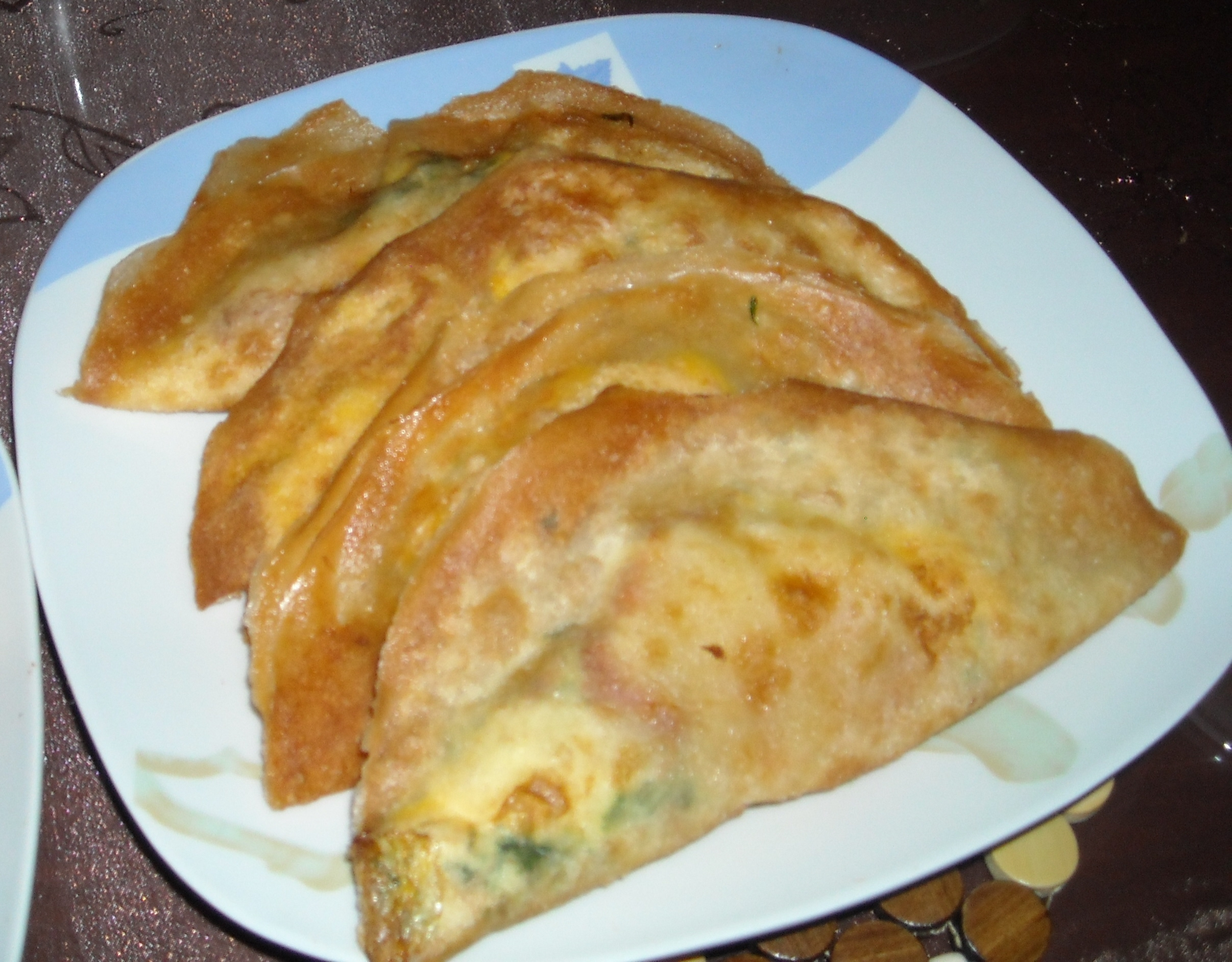
Brik

Brik (também grafado “brick”) em Tunísia  é uma entrada ou petisco da feita com crepes muito finos, semelhante ao börek de Turquia, chamados "malsouka" (também grafado “malsouqa”) ou “warka” (ou “uarka”), mas mais conhecidos como “massa brick”. 
O brik pode ser recheado com batata, atum, alcaparras, azeitonas e vários condimentos; também pode levar um recheio de carne ou uma mistura doce. Pode ser transformado num triângulo, como as chamuças, e frito, ou ser enrolado como um rolinho primavera e assado no forno. 